# Беляев, Александр Вадимович
Алекса́ндр Вади́мович Беля́ев (5 января 1949, Москва — 20 июля 2020, там же) — советский и российский географ-гидролог, кандидат географических наук, ведущий ряда телепередач на канале НТВ. Заместитель директора Института географии РАН по научным вопросам (2015), автор около сотни научных публикаций. Член экспертного совета национальной премии «Хрустальный компас».

## Биография
Родился 5 января 1949 года в Москве в семье одного из руководителей Брянского автозавода Вадима Михайловича Коростелёва. Мать — Раиса Александровна. Выпускник московской школы № 58 в Давыдково (Кунцевский район). В студенчестве играл в любительском театре МГУ.
В 1972 году окончил географический факультет МГУ по специальности «Гидрология суши».
По окончании вуза работал по распределению в проектно-изыскательском институте «Союзводоканалпроект», затем в начале 1970-х годов перешёл в Институт географии Российской академии наук, где основал группу «Меркатор», занимающуюся созданием метеорологической инфографики для холдинга «Метео-ТВ».
В 1979 году защитил кандидатскую диссертацию по теме «Зональные комплексные зависимости и их использование при водно-балансовом картографировании». В 1987 году был назначен заместителем директора Института географии РАН по научным вопросам и принял на себя руководство лабораторией экспериментальных исследований геосистем.
Участвуя в зоологической экспедиции в пустыне Гоби, помог открыть новую разновидность пауков, названную в его честь «Гонофузий Беляевий».
23 марта 1998 года по случайному стечению обстоятельств стал ведущим прогноза погоды на НТВ. Его кандидатуру одобрил тогдашний генеральный директор НТВ Олег Добродеев. Несмотря на то, что он никогда не занимался преподавательской деятельностью и не имел учёного звания, «для солидности» в кадре получил прозвище «Профессор» с подачи руководителя существовавшей с 2003 по 2004 год передачи канала НТВ «Страна и мир» Леонида Парфёнова.
Принимал участие в закадровом озвучивании 28 серий документального сериала Animal Planet «Истории охотника за крокодилами», показанных на НТВ в 2002—2003 годах.
В 2007—2008 годах вёл детскую интеллектуальную телеигру «Сразись с нацией» на телеканалах «Россия» и «Бибигон».
В 2011 году был одним из ведущих детской познавательной программы «Кругосветное путешествие вместе с Хрюшей и…» на телеканале «Карусель».
С 12 мая по 10 июля 2015 года вёл утреннюю программу НТВ «Солнечно. Без осадков».
Также вёл программу «Азбука Синоптика» на телеканале «Первый метео».
Был членом Академии Российского телевидения.
Увлекался филателией, коллекционируя марки, связанные с Россией, и в частности, с постсоветским периодом её истории.
Проживал в деревне Мешково Новомосковского административного округа Москвы.

### Болезнь и смерть
В 2011 году у него был обнаружен рак лёгких, о чём он рассказал в июле 2017 года, когда его состояние резко ухудшилось. Также имел сахарный диабет 2-го типа. На период с осени 2017 по февраль 2018 года приостановил работу на телевидении в связи с тем, что проходил лечение в центре онкологии имени Н. Н. Блохина. Вернулся в телеэфир 16 февраля 2018 года. В конце 2018 года готовился к третьей операции, в результате чего уступил своё место в эфире прогноза погоды Прохору Шаляпину. В последний раз появился в кадре 31 января 2020 года в вечернем выпуске программы «Сегодня».
В апреле 2020 года в ходе экстренного обследования врачи обнаружили рак прямой кишки. В ходе сложной девятичасовой операции была удалена пятисантиметровая опухоль, установлен имплантат в области таза. После операции из категории гипотоников он перешёл в гипертоники.
19 июля 2020 года вечером он почувствовал себя плохо в своём доме в деревне Мешково, у него поднялось содержание сахара в крови. Родные вызвали «скорую помощь», и его увезли в реанимацию с гипергликемией. Скончался ночью 20 июля 2020 года в возрасте 71 года в Москве. Прощание с Александром Беляевым и кремация прошли 23 июля 2020 года в Большом зале похоронного дома Троекурово. Похороны прошли на Хованском кладбище в окружении родственников.

## Семья
Жена — Нина Фёдоровна Беляева (1945—2017), художник, окончила архитектурный факультет. Познакомилась с Александром Беляевым в 1973 году и проживала вместе с супругом вплоть до своей смерти от лейкемии.
- Сын — Илья (р. 1974), географ по образованию, работает в экологическом центре «Воробьёвы горы»[2][33].

Племянница — Влада.

## Фильмография
| Год       |   | Название                           | Роль                        |
| --------- | - | ---------------------------------- | --------------------------- |
| 1975      | ф | Ирония судьбы, или С лёгким паром! | прохожий в оранжевой куртке |
| 2006      | ф | Азирис Нуна                        | предсказатель погоды        |
| 2006—2012 | с | Счастливы вместе                   | врач-психоаналитик          |

## Награды и премии
В 2013 году награждён Золотой медалью имени Льва Николаева за существенный вклад в просвещение, популяризацию достижений науки и культуры.